# James Harper (futbolista)
James Alan John Harper (Chelmsford, Inglaterra, 9 de noviembre de 1980) es un futbolista inglés que juega como centrocampista en el Ascot United F. C. de la Combined Counties League.
De madre ghanesa, en 2006 rechazó jugar con la selección nacional de Ghana.

## Clubes
| Club                             | País       | Año       |
| -------------------------------- | ---------- | --------- |
| Cardiff City F. C.               | Gales      | 2001      |
| Reading F. C.                    | Inglaterra | 2001-2010 |
| Sheffield United F. C. (cedido)  | Inglaterra | 2009-2010 |
| Sheffield United F. C.           | Inglaterra | 2010      |
| Hull City A. F. C.               | Inglaterra | 2010-2012 |
| Wycombe Wanderers F. C. (cedido) | Inglaterra | 2012      |
| Doncaster Rovers F. C.           | Inglaterra | 2012-2014 |
| Barnet F. C.                     | Inglaterra | 2014      |
| Basingstoke Town F. C.           | Inglaterra | 2014-2016 |
| Hayes & Yeading United F. C.     | Inglaterra | 2016      |
| Hungerford Town F. C.            | Inglaterra | 2016      |
| Metropolitan Police F. C.        | Inglaterra | 2016-2017 |
| Hendon F. C.                     | Inglaterra | 2017-2018 |
| Gosport Borough F. C.            | Inglaterra | 2018      |
| Walton Casuals F. C.             | Inglaterra | 2018      |
| Gosport Borough F. C.            | Inglaterra | 2018-2019 |
| Hendon F. C.                     | Inglaterra | 2019      |
| Uxbridge F. C.                   | Inglaterra | 2019-2020 |
| Windsor F. C.                    | Inglaterra | 2021      |
| Ascot United F. C.               | Inglaterra | 2021-     |